# Dekanija Postojna
Dekanija Postojna je rimskokatoliška dekanija, ki spada pod okrilje škofije Koper. 

## Župnije
- Župnija Hrenovice
- Župnija Košana
- Župnija Matenja vas
- Župnija Orehek pri Postojni
- Župnija Pivka
- Župnija Postojna
- Župnija Slavina
- Župnija Studeno
- Župnija Suhorje
- Župnija Šmihel
- Župnija Trnje
- Župnija Zagorje